# Андриенко, Александр Иванович
Александр Иванович Андриенко (род. 24 мая 1959 года, пос. Чкаловский, Московская область, РСФСР, СССР) — советский и российский актёр театра и кино, театральный педагог, актёр озвучивания. Заслуженный артист Российской Федерации (2008). Актёр Театра им. Вл. Маяковского. Преподаватель актёрского мастерства в Театральном институте им. Б. Щукина.

## Биография
Родился 24 мая 1959 года в пос. Чкаловский Московской области. Отец — Андриенко Иван Никифорович — военный строитель, полковник Советской армии. Мама — Андриенко (дев. Пикунова) Зинаида Ивановна — портниха. Учился в средней школе имени Ю. А. Гагарина в Чкаловском. В 1968 году вместе с семьей переехал в Москву (район Останкино).
В 1978 году поступил в Московский государственный институт культуры на специальность «режиссёр народного театра», курс профессора Ю. Н. Мальковского.
Проучившись 3 курса, в 1981 году стал студентом Театрального училища им. Б. Щукина (курс профессора А. Г. Бурова), которое окончил в 1984 году.

## Карьера
В 1984 году был принят в труппу Московского драматического театра им. Н. В. Гоголя.
С 1984 по 1986 год проходил службу в рядах Советской армии, в 11-м отдельном кавалерийском полку, где был старшиной кавалерийского эскадрона.
В 1986 году вернулся к работе в Московском драматическом театре имени Н. В. Гоголя.
В 1990—2002 годах и с 2011 года играет в Московском академическом театре им. Вл. Маяковского.
С 1990 по 2013 год работал в Московском драматическом театре «Человек», в спектакле «Стриптиз» (по пьесе С. Мрожека) играл в паре Валерием Гаркалиным.
В 2002 году работал в Московском драматическом театре им. К. С. Станиславского.
С 2006 по 2019 год сотрудничал с театром «Миллениум».
С 2016 года преподаёт мастерство актёра в Театральном институте им. Б. Щукина. Работал на курсах Анны Дубровской, Нины Дворжецкой, Владимира Иванова, Михаила Борисова, а также сотрудничал с абхазской, дагестанской, азербайджанской и бурятской студиями института им. Б. Щукина.
С 2019 года является и. о. доцента кафедры актёрского мастерства и режиссуры Высшей школы сценических искусств под руководством К. Райкина (курс А. Коручекова), преподаёт актёрское мастерство.
Многие театральные роли Андриенко были высоко оценены критиками. Андрей Максимов («Российская газета»): «Блистательный Александр Андриенко в роли Крутицкого каждый свой выход превращает в бенефис. Оторваться от Андриенко невозможно, когда он появляется на сцене, спектакль словно обретает второе дыхание». Геннадий Дёмин («Трибуна»): «Андриенко вообще актёр надежный, из тех, кто вытягивает любую, даже самую неблагодарную роль. Это он ещё раз доказал, сыграв Ракитина из „Месяца в деревне“ на сцене Маяковки и Виктора в нашумевшей „Цене“ Леонида Хейфеца, не говоря о многочисленных телесериалах».
С 1977 года снимается в кино. Сыграл более 200 ролей в фильмах и телесериалах.
Также работал радиоведущим на радиостанциях «Радио 7 на семи холмах», «Серебряный дождь», «Радио Шансон».

## Личная жизнь
Жена (с 1990 года) — Анна Гуляренко, Заслуженная артистка Российской Федерации, актриса Московского драматического театра им. Н. В. Гоголя (2012—2022 Гоголь-центр), актриса Центра драматургии и режиссуры (ЦДР).

## Театральные работы
Московский драматический театр им. Вл. Маяковского
- «Месяц в деревне» И. Тургенев — Ракитин
- «На траве двора» А. Эппель — Василь Гаврилыч Ковыльчук
- «Ящерица» А. Володин — Похититель
- «Шутка мецената» А. Аверченко — Кузя
- «Иван-Царевич» Ю. Михайлов — Иван Подкидыш
- «Да здравствует королева, виват!» Р. Болт — Линдсей
- «Плоды просвещения» Л. Толстой — Григорий
- «Закат» И. Бабель — Фомин
- «Розенкранц и Гильденстерн мертвы» Т. Стоппард — Гамлет
- «Собачий вальс» Л. Андреев — Тизенгаузен
- «Место для курения» В. Славкин — Карасёв
- «Мёртвые души» Н. Гоголь — Собакевич Михаил Семёнович; Генерал Бетрищев
- «Сюжет Питера Брейгеля» Т. Василенко — Милиционер
- «На всякого мудреца довольно простоты» А. Островский — Крутицкий
- «Бешеные деньги» А. Островский — Кучумов Григорий Борисович
- «Отцы и сыновья» Б. Фрил — Василий Иванович Базаров
- «Чудаки» М. Горький — Вукол Потехин
- «Август: Графство Осейдж» Т. Леттс — Чарли Эйкен
- «Цена» А. Миллер — Виктор Франц
- «Кант» М. Ивашкявичюс — Иоганн Вигилянтий
- «Истории» – Василий Васильич Светловидов, комик

Московский драматический театр им. Н. В. Гоголя
- «А этот выпал из гнезда» — Теркл
- «Берег» — Княжко
- «Искушение» — Иеремия
- «Аристофан» — Филург
- «Игроки» — Швохнев
- «Биография» — Хорнакер
- «Морозко» — Буслай

Центральный Дома Актёра Студия «Дебют»
- «Месяц в деревне» И. Тургенев — Ракитин

Московский драматический театр им. Станиславского
- «Гамлет» В. Шекспир — Розенкранц

Театр-студия «Человек»
- «Летний день» — Уд
- «Стриптиз» — Первый

Театральный дом «Миллениум»
- «Будьте здоровы» — Атропос
- «Неаполитанские страсти» — Антонио
- «Шашни старого козла» — Александр Евгеньевич
- «Цветок кактуса» — Харви Гринфилд
- «Ханума» — Акоп
- «Авантюрная семейка» — Василий, русский муж эстонской жены

Театральное агентство Lehtonen Production
- «Чернобыльская молитва» — Секретарь райкома

Московский драматический театр имени М. Н. Ермоловой
- «Дон Джованни»

Театральный институт им. Б. Щукина
- «Игроки» (реж. Александр Андриенко)

## Фильмография

### Актёрские работы
- 1977 — Странная женщина
- 1980 — Тегеран-43
- 1982 — Уходят осенью мужчины
- 1983 — Берег
- 1983 — Дважды рождённый — немецкий лётчик
- 1985 — Битва за Москву
- 1986 — Тайный посол
- 1988 — Эсперанса
- 1988 — Зелёная лошадь (короткометражный)
- 1989 — Визит дамы — Ганс, секретарь бургомистра
- 1990 — Гол в Спасские ворота
- 1991 — Преступление актрисы Марыськиной (фильм-спектакль)
- 1997 — Графиня де Монсоро
- 1998—2002 — Самозванцы — адвокат
- 1999 — Будем знакомы! — отец Тани
- 1999 — Поворот ключа — следователь
- 1999—2003 — Простые истины — Смирнов
- 2000 — Я Вам больше не верю — декан
- 1999—2000 — Редакция
- 2001 — Золото Югры — Нижнетагильский
- 2001 — Воровка
- 2001 — Мужская работа
- 2001 — Сезон охоты 2 — отец Юлии
- 2002 — Кодекс чести — военврач
- 2002 — Марш Турецкого (2 сезон) — Рустам Мажидов, бывший заместитель Дудаева
- 2003 — Женская логика 3 — Дима
- 2003 — Антикиллер 2 — Курепов
- 2003 — Замыслил я побег — Докукин
- 2003 — Как бы не так
- 2003 — Северный сфинкс — фельдъегерь
- 2004 — Москва. Центральный округ 2 — судмедэксперт
- 2004 — Дети Арбата — Виктор Сергеевич, зам.наркома НКВД
- 2004 — Опера. Хроники убойного отдела — Кравцов
- 2004 — Полный вперед! — Велимир Курбатов
- 2004 — Формула — Макаров, журналист из «Формулы скорости»
- 2004 — Родственный обмен
- 2005 — Золотые парни
- 2005 — КГБ в смокинге — Тупиков, 1-й секретарь посольства СССР в Аргентине
- 2005 — Клоунов не убивают — Коля-бомж
- 2006 — Аэропорт 2 — Борис Львович Колосов
- 2006 — Без особых примет — Коновалов (главная роль)
- 2006 — Завтрашние заботы — Кобчик
- 2006 — Марфа и ее щенки
- 2006 — Московская история — полковник
- 2006 — Многоточие — Мишка
- 2006 — Палач — Дементьев, следователь
- 2006 — Служба 21, или Мыслить надо позитивно — декан
- 2006 — Угон — Георгий Васильевич следователь в Красноярске
- 2006 — У.Е. — врач
- 2007 — 1612: Хроники Смутного времени — боярин
- 2007 — Агентство Алиби — первый клиент
- 2007 — Адвокат-3 — Сахарков, следователь
- 2007 — Богатая и любимая — Свияшский
- 2007 — Взрослая жизнь девочки Полины Субботиной — инспектор РОНО
- 2007 — Дар Божий — Хлыстов
- 2007 — День гнева — хозяин «Москвича»
- 2007 — Запах жизни
- 2007 — Заражение — Гаркин, адвокат
- 2007 — Защита против
- 2007 — Консервы — Бураков Сергеевич Никитин, директор школы
- 2007 — Короли игры — Александр Сергеевич Никитин, директор школы
- 2007 — Кто в доме хозяин? — Леонид Сергеевич
- 2007 — Личная жизнь Доктора Селивановой — отец Оли
- 2007 — Марш Турецкого (4 сезон) — Михаил Михайлович Вертайло
- 2007 — Морская душа — Онищенко
- 2007 — Москва не сразу строилась. Московские истории
- 2007 — На пути к сердцу
- 2007 — Подруга банкира — главврач
- 2007 — Прекрасная Елена — Алексей Николаевич, покупатель картин
- 2007 — Я — телохранитель — Александр Бондарь
- 2007 — Спецгруппа — Кропачек
- 2007 — УГРО. Простые парни-1 — генерал Дрыган
- 2007—2008 — Татьянин день
- 2007—2022 След — Глеб Плигин
- 2008 — Виртуальная Алиса — ректор
- 2008 — Две сестры — генерал КГБ
- 2008 — Десантный батя — генерал Бутусов
- 2008 — Если нам судьба — Сергей Алексеевич Петровский, полковник милиции
- 2008 — Заповедник страха — Егоров, следователь
- 2008 — Миссия: Пророк (не был завершен) — Волков, полковник
- 2008 — Мент в законе-1 — Валерий Борисович Филиппов
- 2008 — Москва. Голоса ускользающих истин — чиновник
- 2008 — Моя прекрасная няня — генерал Бирюков
- 2008 — Один из многих — Погорелов (главная роль)
- 2008 — Поцелуй не для прессы — помощник Платова
- 2008 — Победитель — Станислав Альбертович
- 2008 — Преступная страсть — Николай Балабин
- 2008 — Сыщики районного масштаба-2 — Михаил Белозеров, следователь прокуратуры (главная роль)
- 2009 — Иван Грозный — Андрей Старицкий
- 2008—2010 — Маргоша — Самойлов, доктор
- 2009 — Всегда говори «всегда»-5 — свидетель
- 2009 — Дикий — Олег Солнцев
- 2009 — Криминальное видео-2 — Сергей Иванович Антонов, зам. прокурора
- 2009 — Круиз — Альберт Криницын, следователь, майор
- 2009 — Люди Шпака — Томин
- 2009 — Огни большого города — Андрей Павлович Синицын
- 2009 — Однажды будет любовь — Феликс, режиссёр
- 2009 — Предлагаемые обстоятельства — муж Тамары
- 2009 — Одна семья — Пётр
- 2009 — Семь жён одного холостяка — Фролов, лейтенант ГАИ
- 2009 — Спецкор отдела расследований
- 2009 — Паутина-3 — Ступин
- 2009 — Прерванный полет Гарри Пауэрса — полковник
- 2009 — Черчилль — Рыклин
- 2010 — Братаны 2 — Анатолий Евгеньевич, нач. отдела кадров
- 2010 — Екатерина III (документальный) — Романов, инструктор ЦК
- 2010 — Голоса — Николай
- 2010 — Глухарь 3 — Андрей Пожарский
- 2010 — Мой грех — австриец
- 2010 — Женские мечты о дальних странах — Борис
- 2010 — Кодекс чести 4 — Юрий Столяров
- 2010 — Назад в СССР — Володя, диссидент
- 2010 — Небо в огне — Зернов
- 2010 — Рысь — Василий Васильевич, прокурор
- 2010 — Три женщины Достоевского — доктор
- 2010 — Учитель в законе. Продолжение — муж Нины
- 2010 — Шериф — Москвин, полковник
- 2010 — Элизиум
- 2011 — Брат и сестра (не был завершён)
- 2011 — Жуков — Кирилл Семёнович Москаленко, генерал-полковник, командующий МВО
- 2011 — Закон и порядок: Преступный умысел-4 — Мстиславский, доктор
- 2011 — Записки экспедитора Тайной канцелярии 2 — капитан корабля Плахов
- 2011 — Самый лучший фильм 3-ДЭ — майор
- 2011 — Срочно в номер 3 — Виталий Львович Боровой, следователь УБЭП, майор
- 2011 — Мантикора — генерал
- 2011 — МУР. Третий фронт — Павел Сергеевич, начальник коммутатора
- 2011 — Новости — Вадим Эдуардович Граббе, доктор
- 2011—2012 — Молодожёны — Сергей Карасёв, начальник
- 2012 — Вера. Надежда. Судьба
- 2012 — Дружба особого назначения — Алексей Петрович Боярский
- 2012 — Личная жизнь следователя Савельева — Фёдор Силуянович Черанёв, государственный советник юстиции 3 класса
- 2012 — Золотой запас — Калинин, полковник ГРУ
- 2012 — Мой капитан — Семён Фадеевич Кажаев, начальник порта
- 2012 — МосГаз — секретарь парткома МУРа
- 2012 — МУР
- 2012 — Однажды в Ростове — эксперт угрозыска
- 2012 — Пока Шива танцует — Махоткин
- 2012 — Последний джинн — Валериан Пустыхин, криминальный антиквар
- 2012 — Раджа Васька
- 2012 — Смерть шпионам. Скрытый враг — капитан Паршин
- 2012 — Степные дети — Александр Александрович Лоскутов, чиновник районной администрации
- 2012 — Средство от смерти — полковник Ерохин
- 2012 — Zолушка — Жора
- 2012—2013 — Дельта — Виктор Геннадьевич Лавров (Геныч), подполковник, начальник УГРО
- 2013 — Брак по завещанию-3. Танцы на углях — Пётр
- 2013 — Вангелия — Ханс Грюнлих, сотрудник гестапо
- 2013 — Дело чести — Карпов, майор
- 2013 — Куприн — Матвей, камердинер
- 2013 — По лезвию бритвы — Медведев, командир партизанского отряда
- 2013 — Розыск 2 — начальник автобазы
- 2013 — Склифосовский-3 — Николай Викторович Попов, отец пациентки
- 2013 — Самая простая фамилия (не был завершен) — Гуськов, министр
- 2013 — Условия контракта 2 — Ковров, следователь
- 2013—2014 — Кости — отчим Егора
- 2014 — Кухня — Сергей Константинович, полковник
- 2014 — Кант (фильм-спектакль) — Иоганн Вигилянтий
- 2014 — Розыск-3 — начальник автобазы
- 2014 — Сердце звезды — Олег Борисович Брюсов, следователь (главная роль)
- 2014 — Чужая жизнь — Александр Иванович, работник местной администрации
- 2014—2015 — Дельта. Продолжение — Геныч, подполковник, начальник УГРО
- 2015 — Выстрел — Кирилл Любимов, спортивный комментатор
- 2015 — Взрослые дочери — Матвеич
- 2015 — Идеальная жертва — Анатолий
- 2015 — Крыша мира (все сезоны) — Виктор Сергеевич, заместитель мэра
- 2015 — Обратная стороны Луны-2 — полковник
- 2015 — Орден — генерал-майор Шелахов
- 2015 — Плакучая ива — Василий Ярцев (главная роль)
- 2015 — Рая знает — начальник округа
- 2016 — Капитан полиции метро — Пётр Семёнович Большаков полковник
- 2015 — Сводные судьбы — отчим Кати
- 2016 — Мамочки — приятель Ильи Борисовича
- 2016 — Молодёжка — Андрей Царёв
- 2016 — Подмена — Андрей Борисович, начальник Виталия
- 2016 — Притворщики — Макар Ильич, генерал МВД
- 2016 — Против всех правил — генерал
- 2016 — Родные люди — Николай Иванович Шилов, старпом
- 2016 — Следователь Тихонов — кинооператор
- 2017 — Демон революции — частный пристав
- 2017 — Доктор Рихтер — космонавт, пациент
- 2017 — Иду спасать людей (не был завершен) — Суровцев
- 2017 — Парфюмерша-2 — Борис Борисович, антиквар
- 2017 — По ту сторону смерти — Андрей Владимирович, начальник колонии, полковник
- 2018 — Барс — Марков, судья
- 2018 — Девочки не сдаются — Михалыч
- 2018 — Доктор Преображенский — таксист
- 2018 — Жёлтый глаз тигра — Иванов, начальник ГИБДД области
- 2018 — Практика. Второй сезон — Иван, должник банка
- 2018 — Пуля Дурова — Эрих Шолль
- 2018 — Своя земля — Степан Николаевич, участковый, капитан
- 2018 — Чужая кровь — начальник милиции
- 2018—2019 — Стажёры — Иван Семёнович Лыков, полковник
- 2019 — Девять жизней — Виктор Трофимов, учитель русского языка (главная роль)
- 2019 — Дипломат — Гайдуков
- 2019—2022 — Дылды — Иваныч, подполковник милиции
- 2019 — Горюнов 2 — адмирал Громов
- 2019 — Оракул (не был завершен) — майор Брагин
- 2020 — Ищейка 5 — Виталий Кириллович Дубовик, подполковник
- 2020 — Миша портит всё 2 — дедушка
- 2020 — Объявлен мёртвым — Андрей Викторович
- 2020 — Парадоксы — Лев Николаевич
- 2020 — Окно (короткометражный) — сосед (главная роль)
- 2021 — Сын — Царёв, частный детектив
- 2021 — Учёности плоды — директор музея
- 2021 — Идеалист — Комаревич, прокурор
- 2021 — Красная зона — Валерий Станиславович Лаврентьев
- 2021 — Любовь без права передачи — Юрий
- 2021 — С неба и в бой — Бутусов, генерал
- 2022 — Елизавета — Семён Андреевич Салтыков, командир Преображенского полка
- 2022 — Запасный выход — Сутягин
- 2022 — Я знаю твои секреты. Дыхание смерти
- 2022 — Деревенская драма — Василий Яковлевич, председатель колхоза
- 2022 — Дипломат 2 — Михаил Яковлевич Гайдуков
- 2022 — Немезида — Валерий Сергеевич, тренер
- 2022 — Спойлер — Нефёдов
- 2022—2023 — Я не могу без тебя — Василий Яковлевич, председатель колхоза
- 2022—2023 — Высшая мера — Игнат Вересов
- 2023 — Раневская — Осип Абдулов
- 2023 — Стюардесса
- 2023 — Чистые руки — Афанасьев
- 2024 — По зову сердца — Макарыч
- 2024 — Овчарка — Михаил Мельников

### Киножурнал «Фитиль»
- 2006 — Выпуск № 103 (новелла «До свидания») — Владимир Степанович

### Телепередачи
- 2011 — Криминальный облом (1 сезон, 20 серий) (Телеканал ДТВ) — ведущий

### Озвучивание
- 2001 — Новокаин[англ.] — роль Стива Мартина
- 2001 — Ямакаси: Новые самураи
- 2001—2004 — «Кремль-9» (документальный)
- 2004 — 72 метра — офицер
- 2005 — Клоунов не убивают
- 2006 — Чемоданы Тульса Люпера. Русская версия
- 2008 — Осенний детектив — роль Николая Чиндяйкина
- 2009 — И была война — роль Виктора Проскурина
- 2009 — Агриппина Ваганова. Великая и ужасная (документальный) — читает текст
- 2010 — Mafia II  Дерек Паппалардо (видеоигра)
- 2011 — Контакт 2011
- 2012—2015 — «Абсолютный слух» (документальный)

## Награды и заслуги
- 1987 — Премия Всероссийского конкурса артистов-чтецов им. А. С. Пушкина.
- Призы Международных театральных фестивалей за спектакль «Стриптиз» театра «Человек» Contact-1 в г. Торуни (Польша) и г. Сольноке (Венгрия)
- Премия фестиваля «Золотая Мартеница — 1991» за лучший спектакль-дуэт
- Премия Международного театрального фестиваля «Театр. Чехов. Ялта» — за актёрское мастерство
- 2006 — Премия «Бронзовый Икар» Союза писателей Москвы за исполнение аудиокниг
- 2008 — Заслуженный артист Российской Федерации (9 января 2008 года) — за заслуги в области искусства[1][2]
- 2013 — Премия «Гвоздь сезона» за спектакль «Цена»
- 2014 — Премия «Гвоздь сезона» за спектакль «Кант»
- 2016 — Театральная премия за «Лучшую мужскую роль второго плана» Василь Гаврилыч Ковыльчук, «На траве двора», Театр им. Маяковского) от газеты «Московский Комсомолец»[12]
- 2017 — Премия VII Московского театрального фестиваля «Московская обочина» СТД РФ за «Лучший актёрский ансамбль» абхазской студии ТИ им. Щукина за спектакль «Игроки»
- 2019 — Премия Московского театрального фестиваля «Тургеневская театральная Москва» за «Лучшую мужскую роль второго плана» (спектакль «Отцы и сыновья»)
- 2023 — Орден Дружбы (24 мая 2023 года) — за вклад в развитие отечественной культуры и искусства, многолетнюю плодотворную деятельность[13]